# Don Quichotte (Zeitschrift)
Don Quichotte ist eine deutsch-türkische satirische Monatsschrift, die seit April 2004 erscheint, allerdings unregelmäßig. Das zurzeit noch kostenlose zweisprachige Satiremagazin mit Sitz in Stuttgart stellt seine Ausgaben auf seiner Homepage auch online.

## Mitarbeiter
Für die Zeitschrift, die keinen festen Mitarbeiterstab hat, schreiben und zeichnen u. a. Kemal Can, Meray Ülgen, Yüksel Ertan, Sinan Güngör, Erdoğan Karayel, Renan Yaman, Hayati Boyacıoğlu und Serdar Hızlı; mehr und mehr erscheinen auch Beiträge nicht türkischstämmiger Autoren. Gleichsam als Herausgeber verantwortlich zeichnen Mehmet Ali Taşkoparan, D. Neşe Binark, Hicabi Demirci und M. Korkut Börteçene sowie der in Stuttgart lebende Erdoğan Karayel, der die „einzige Immigranten-Humorzeitschrift der Welt“ (titanic 8/04) 2004 initiierte und bis heute Chefredakteur des Projekts ist.
Die erste Ausgabe führte mit Beiträgen über Karagöz und Hacivat und Wilhelm Busch in die Traditionen ein, denen deutsch-türkischer Humor zugrunde liegt.